# Jan Bezucha
Jan Emilian Bezucha (ur. 9 marca 1908 w Sanoku, zm. 26 lipca 1992 tamże) – prawnik, adwokat, urzędnik, pracownik przemysłu naftowego, podporucznik rezerwy artylerii Wojska Polskiego, więzień niemieckich obozów koncentracyjnych, radny Miejskiej Rady Narodowej w Sanoku, działacz społeczny i kombatancki.

## Życiorys

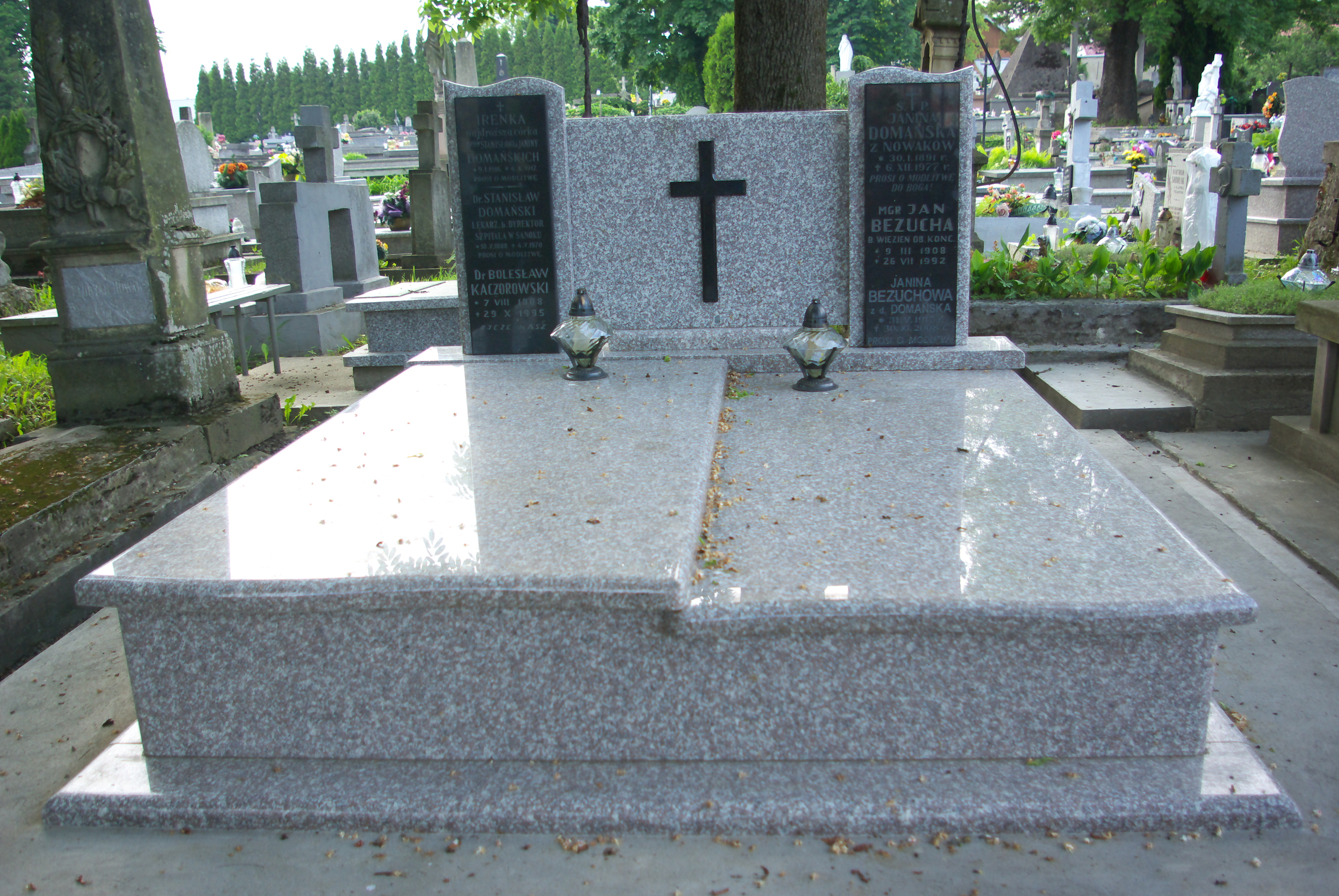
Grobowiec rodzin Domańskich i Bezuchów w Sanoku (2015)

Urodził się 9 marca 1908 w Sanoku. Był synem Augusta (1871–1945, w sierpniu 1907 przeniesiony z Jabłonowa do Sanoka, sędzia, adwokat i radny miejski) i Amalii z domu Obmińskiej (1879–1951). Jan był jednym z dziesięciorga dzieci Bezuchów: Jan, Tadeusz (1909–1924), Zygmunt (1912–1940), August Wacław (ur. 1916), Maria (ur. 1900, od 1928 zamężna z radcą NIK, Julianem Sołtykiem), Zofia Barbara (ur. 1902, od 1924 zamężna z mjr. Andrzejem Bogaczem, matka Kazimierza), Jadwiga (1904–1935, od 1927 zamężna z inż. roln. Tadeuszem Stanisławem Kościuszką, nauczycielka), Stanisława (ur. 1905, od 1929 zamężna z Janem Łuczkiewiczem, urzędnikiem bankowym), Stefania (ur. 1906, po mężu Drabczyńska), Anna (1918–1996, po mężu Kaczor). Wspólnie z bratem Zygmuntem (1912–1940) uprawiali tenis. Rodzina zamieszkiwała przy ówczesnej ulicy Antoniego Małeckiego pod numerem 89 względnie 4 (obecnie ulica Generała Władysława Sikorskiego).
Jan Bezucha ukończył szkołę powszechną w Sanoku, następnie kształcił się w Gimnazjum Męskim w Sanoku (w roku szkolnym 1921/1922 otrzymywał stypendium Samuela Głowińskiego, w roku szkolnym 1925/1927 w klasie VII uznany za nieuzdolnionego), następnie w Gimnazjum im. Juliusza Słowackiego w Przemyślu, gdzie zdał egzamin dojrzałości w 1929. Od marca 1930 pracował jako praktykant w Urzędzie Skarbowym w Sanoku, następnie od sierpnia 1930 do czerwca 1931 odbył służbę wojskową w Wołyńskiej Szkole Podchorążych Rezerwy Artylerii we Włodzimierzu Wołyńskim w ramach trzeciego dywizjonu szkolnego (2 pułk artylerii polowej) uzyskując stopień kaprala podchorążego. W latach 1933 i 1934 odbywał ćwiczenia wojskowe, po których został awansowany do stopnia podporucznika i przydzielony do 22 pułku artylerii lekkiej.
Rozpoczął studia prawnicze na Wydziale Prawa Uniwersytetu Jana Kazimierza we Lwowie, a po roku kontynuował je na Wydziale Prawa Uniwersytetu Jagiellońskiego w Krakowie i ukończył je w 1937. W okresie studiów równolegle pracował w Urzędzie Skarbowym w Sanoku i Krośnie, a po ich zakończeniu był zatrudniony w Urzędzie Akcyz i Monopolów w Sanoku, następnie od 15 lipca 1938 do 27 sierpnia 1939 w Banku Gospodarstwa Krajowego w Warszawie (działającym w gmachu BGK przy Alejach Jerozolimskich 7).
Po wybuchu II wojny światowej został zmobilizowany do macierzystego 22 pułku artylerii lekkiej i jako adiutant dowódcy II dywizjonu brał udział w kampanii wrześniowej w walkach w okolicach Olkusza i Sandomierza. Po klęsce wojny obronnej w okresie okupacji niemieckiej zamieszkał w Krakowie, gdzie od lutego do czerwca 1941 był zatrudniony na stanowisku referenta i praktykanta w przedsiębiorstwie „Mitropa”. Od października 1940 działał w podziemnej organizacji Związek Zbrojny Obrońców Ojczyzny w Krakowie funkcjonując pod pseudonimem „August Kruk”. Zajmował się m.in. obserwacją niemieckich transportów kolejowych. 26 sierpnia 1941 został aresztowany przez Gestapo. Był katowany w więzieniu Montelupich, po czym 10 stycznia 1942 został osadzony w niemieckim obozie koncentracyjnym Auschwitz-Birkenau (numer obozowy 25452). W obozie przebywał z nim jego przyjaciel Mieczysław Ansion, zabity w komorze gazowej. W Auschwitz przebywał do 20 października 1944
27 października 1944 Bezucha został przeniesiony do obozu Leitmeritz w Litomierzycach, filii obozu Flossenbürg (numer obozowy 37393), skąd zbiegł u schyłku wojny w maju 1945. Następnie udał się do czeskiej Pragi, gdzie został dowódcą liczącego 30 ludzi plutonu ochotniczego czeskiej Gwardii Rewolucyjnej podczas majowego powstania praskiego. Pod koniec czerwca 1945 powrócił do Sanoka.
Związał się zawodowo z przemysłem naftowym: od 21 października 1945 był kierownikiem oddziału prawnego w Zjednoczeniu Przemysłu Naftowego i Gazu Ziemnego Sektor Kopalń Sanok, od 1948 do 1949 kierownikiem administracyjno-finansowym Biura Rejonowego Dyrekcji Kopalnictwa Naftowego Krosno z siedzibą w Sanoku, od 1949 do 1956 wicedyrektorem finansowo-administracyjnym w Sanockim Kopalnictwie Naftowym, od 1956 do 1964 kierownikiem Działu Inwestycyjnego Przedsiębiorstwa Państwowego Sanockie Kopalnictwo Naftowe, od 1964 przez ok. 20 lat radcą prawnym Przedsiębiorstwa Kopalnictwa Gazu Ziemnego – Zakład Eksploatacji Sanok. Działał w Związku Zawodowym Pracowników Przemysłu Naftowego.
Działał społecznie, przed wojną od 1931 do 1935 należał do Akademickiego Koła Ziemi Sanockiej w Krakowie, a także Towarzystwa Szkoły Ludowej. Był członkiem sanockiego koła Polskiego Towarzystwa Tatrzańskiego. W 1946 był w grupie reaktywujących Koła „Bieszczady” Polskiego Towarzystwa Łowieckiego w Sanoku, został honorowym członkiem zarządu Koła Łowieckiego „Bieszczady”. Po 1945 zaangażował się m.in. w działalność kombatancką, od 1947 należał do Towarzystwa Przyjaciół Żołnierza (późniejsza Liga Przyjaciół Żołnierza), w ramach którego w 1951 stanął na czele Rady Społecznej Powiatowego Domu Kultury, która zmierzała do odbudowy Domu Żołnierza Polskiego i stworzenia w nim miejskiego centrum kultury (w 1955 powstał Powiatowy Dom Kultury, później przekształcony w Sanocki Dom Kultury). W 1945 sanockiego oddziału Związku byłych Więźniów Ideowo-Politycznych z czasów wojny z lat 1939-1945 (wraz z nim Arnold Andrunik, Mieczysław Urbański, Bronisław Wajda). Po przemianowano organizacji w lutym 1947 został wybrany członkiem zarządu koła w Sanoku Polskiego Związku Byłych Więźniów Politycznych Hitlerowskich Więzień i Obozów Koncentracyjnych, 16 marca 1948 wybrany wiceprezesem. Z ramienia sanockiego PZbWP był delegatem na kongres połączeniowy w dniach 1-2 września 1949, po którym został członkiem oddziału powiatowego Związku Bojowników o Wolność i Demokrację. Od października 1949 był organizatorem Sanockiego Oddziału ZBoWiD (późniejsze Koło Miejsko-Gminne ZBoWiD). Jesienią 1950 został wybrany wiceprzewodniczącym oddziału powiatowego ZBoWiD w Sanoku, ponownie jesienią 1952, 20 października 1956 członkiem zarządu, 20 marca 1957 zastępcą przewodniczącego i delegatem na II kongres organizacji, 20 października 1957 został wybrany członkiem zarządu, 12 marca 1961 wybrany zastępcą przewodniczącego, ponownie 17 marca 1963, w 1965 objął po Franciszku Sołtysie funkcję prezesa oddziału (w toku zmian w nomenklaturze z 1964 oddział powiatowy został zastąpiony oddziałem), 6 lutego 1966 wybrany prezesem zarządu oddziału, a za stanowiska ustąpił w marcu 1968. W latach 70. był prelegentem ZBoWiD. W kwietniu 1965 został wybrany członkiem prezydium Obywatelskiej Powiatowej Komisji Ochrony Pomników Walki i Męczeństwa. Jako przewodniczący zarządu oddziału powiatowego ZBOWiD 12 stycznia 1968 przemawiał na wiecu zorganizowanym w Powiatowym Domu Kultury, w którym mieszkańcy Sanoka protestowali przeciw odradzaniu się faszyzmu w NRF, w tym działalności partii NPD. W 1982 był członkiem komisji historycznej koła ZBoWiD w Sanoku.
Należał do Związku Prawników Polskich. W listopadzie 1956 został wybrany przewodniczącym obwodowej komisji wyborczej nr 1 w Sanoku. Był radnym Miejskiej Rady Narodowej w Sanoku (m.in. wybrany w 1958, w 1965). W tym czasie był inicjatorem realizacji inwestycji miejskich (m.in. wszedł w skład Społecznego Komitetu Odbudowy pomnika Tadeusza Kościuszki w Sanoku (ideę zrealizowano w 1962)). W 1958 został zastępcą przewodniczącego Komisji Mandatowej przy MRN w Sanoku. Na początku 1968 wystąpił z wnioskiem o przywrócenie narzuconej zmianie nazwy placu św. Jana w Sanoku (wówczas istniał Plac im. Hanki Sawickiej, przemianowania dokonano w latach 50; w tym czasie istniała także ulica Hanki Sawickiej), był jednym z radnych-inicjatorów przywrócenia pierwotnej nazwy (wraz z nim podczas sesji rady głosowali za zmianą nazwy Stefan Stefański i Mieczysław Przystasz), jednak po interwencji sekretarza Komitetu Powiatowego PZPR miesiąc później, 28 lutego 1968 uchwałę rady wycofano jako „nieprzemyślaną” (zaprotestowała wówczas także Jadwiga Zaleska). W wyniku reperkusji władz Jan Bezucha został zdegradowany na niższe stanowisko. W marcu 1968 ustąpił ze stanowiska prezesa zarządu oddziału ZBoWiDu oraz z innych funkcji społecznych. Był członkiem Miejskiego Komitetu Frontu Jedności Narodu. Był bezpartyjny.
W publikacji Księga pamiątkowa (obchodów 100-lecia Gimnazjum oraz I Liceum Ogólnokształcącego w Sanoku) z 1980 znalazł się jego artykuł pt. Pamięci prof. dr Włodzimierza Musiała, stanowiący biogram szkolnego kolegi, późniejszego lekarza profesora.
28 sierpnia 1946 jego żoną została Janina Domańska (1917-2008), córka lekarza Stanisława, z którą miał córki Małgorzatę (ur. 1948) i Zofię (ur. 1950). Po wybuchu II wojny światowej brat Zygmunt był ofiarą zbrodni katyńskiej, August zaginął na obszarze ZSRR, a siostry Zofia i Stanisława zostały zesłane na Syberię.
Jan Bezucha zmarł 26 lipca 1992 w Sanoku. Został pochowany w grobowcu rodziny Domańskich, Bezuchów i Kaczorowskich na cmentarzu przy ul. Rymanowskiej w Sanoku. Wraz z nim została pochowana jego żona Janina. Nieopodal na tym cmentarzu w rodzinnym grobowcu zostali pochowani jego rodzice, brat Tadeusz i siostra Anna.

## Ordery i odznaczenia
- Krzyż Kawalerski Orderu Odrodzenia Polski[61]
- Złoty Krzyż Zasługi
- Krzyż Partyzancki
- Medal „Za udział w wojnie obronnej 1939” (1982)[32]
- Krzyż Oświęcimski (1986)[62]
- Medal Zwycięstwa i Wolności 1945
- Odznaka Grunwaldzka
- Medal Zasługi Łowieckiej
- Złota Odznaka Odbudowy Warszawy
- Odznaka „Zasłużony dla Sanoka” (1989)[63]
- List pochwalny za długoletnią pracę społeczną na rzecz ZBoWiD (1980)[64]
- Dyplom Rady Naczelnej i Zarządu ZBoWiD (1989)[63]
- Medal Pamiątkowy na 20 Rocznicę Słowackiego Powstania Narodowego (1964)[65]